# Джон Діллерман
«Джон Діллерман» (англ. John Dillermand, дан. John Penisman) — данський мультсеріал, який вийшов на початку 2021 року на дитячому каналі DR Ramasjang. Анімаційний проєкт розповідає про чоловіка з найдовшим пенісом у світі. Diller з данського сленгу перекладається як пеніс, тому Джон має прізвище Пенісман.
Головний герой серіалу — чоловік середнього віку, який живе з мамою. Він має густі вуса, шляпку та червоно-білий костюм для плавання, в якому завжди ходить. Великий пеніс то допомагає Джону, то навпаки, приносить пригоди та доставляє неприємності.
Подивитися усі 13 епізодів мультсеріалу можна на офіційному сайті суспільного телебачення Данії. Візуальний стиль поєднує пластилінову анімацію та світлини реальних локацій.